# Trochosippa eberlanzi
Trochosippa eberlanzi är en spindelart som beskrevs av Roewer 1960. Trochosippa eberlanzi ingår i släktet Trochosippa och familjen vargspindlar.
Artens utbredningsområde är Namibia. Inga underarter finns listade i Catalogue of Life.